# Pfadfinder-Gilde Österreichs

Verbandsabzeichen der PGÖ

Die Pfadfinder-Gilde Österreichs (PGÖ) ist der Dachverband aller Pfadfinder-Gilden in Österreich. Jede Gilde ist eine Vereinigung von Gildepfadfindern (früher Altpfadfinder genannt). Die PGÖ ist Mitglied der International Scout and Guide Fellowship (ISGF), der internationalen Gilden-Organisation in der Region Europa, Subregion Zentraleuropa. Derzeit hat der Verband rund 3.500 Mitglieder, die in 97 Gilden organisiert sind (Stand 2022).

## Geschichte
Schon während der ersten Republik (1918–1938) gab es im Rahmen des Österreichischen Pfadfinderbundes (ÖPB) seit 1922 die ersten Altpfadfindergilden. 1936 wurde der Österreichische Verband ehemaliger Pfadfinder gegründet, der 1938 von den Nationalsozialisten aufgelöst wurde.
Angeregt durch die St. Georgs-Gilde Dänemark entstanden nach dem Zweiten Weltkrieg Altpfadfindergilden in Österreich ab dem Jahre 1948. Diese Gilden waren (wie schon 1922) die vierte Altersstufe des ÖPB, bei den Pfadfindern Österreichs (PÖ) entstanden Altpfadfinderklubs (APK) als eigenständige Vereine mit loser Bindung zu den Stammgruppen. Trotz des Austritts ehemaliger ÖPB-Gruppen 1951 aus dem gemeinsamen Verband PÖ schlossen sich am 17. März 1953 ÖPB-Gilden und PÖ-Klubs zum Verband Altpfadfindergilde Österreichs (VAPGÖ) zusammen. 11 Mitgliedsvereine mit 291 Altpfadfindern waren der Anfang der gemeinsamen Gildenbewegung in Österreich. Der Name wurde 1979 in Pfadfinder-Gilde Österreichs (PGÖ) geändert.
Seit 23. Oktober 1953 ist der Verband auch Gründungsmitglied der International Federation of Former Scouts and Guides (IFOFSAG), 1996 umbenannt in ISGF. Die PGÖ gehört zur Region Europa, 1991 war sie an der Gründung der Subregion Zentraleuropa beteiligt.
Sechs Österreicher wurden bisher in den Weltrat gewählt, davon drei als Vorsitzende. 1956 war Wien Tagungsort des Weltrates, 1973 und 2008 der Weltkonferenz, 1990 der ersten Europa-Konferenz.
Auch außerhalb der PGÖ gibt es einige Gilden bzw. Altpfadfinderklubs, die entweder dem ÖPB oder den PPÖ nahestehen und aus unterschiedlichen Gründen keine Bindung an einen Zentralverband wünschen.

## Organisation
Die PGÖ ist für Administration, Organisation und Verbreitung der Gildenbewegung in Österreich zuständig. Sie ist die Verbindung zur ISGF und zu internationalen und lokalen Institutionen. Den Gilden hilft sie bei Veranstaltungen, Aktionen, Kontakten über die Grenzen und koordiniert dies. Außerdem stellt sie Publikationen und Arbeitsbehelfe zur Verfügung.
Der Verbandsvorstand, gewählt von der Generalversammlung, die alle drei Jahre stattfindet, ist das Leitungsgremium der PGÖ.
Es gibt 8 Distrikte und die Zentralgilde
- Distrikt Oberösterreich
- Distrikt Niederösterreich Nord
- Distrikt Niederösterreich Süd-Ost
- Distrikt Niederösterreich West
- Distrikt Süd (Steiermark, Kärnten, Burgenland)
- Distrikt Vorarlberg
- Distrikt West (Salzburg, Tirol)
- Distrikt Wien
- Zentralgilde, direkt dem Verband angegliedert, betreut alle Gildepfadfinder, die keiner bestehenden Gilde angehören (z. B. wenn es an ihrem Wohnort keine gibt)

Jede einzelne Gilde ist ein selbständiger Verein nach dem österreichischen Vereinsgesetz.
Der Verband PGÖ wird von der Verbandsgildemeisterin, jeder Distrikt von einem Distriktsgildemeister und jede Gilde von einem Gildemeister oder einer Gildemeisterin geleitet.

## Ausbildung
Für alle Funktionäre gibt es eine umfassende mehrstufige Ausbildungsmöglichkeit und das jährlich stattfindende Bundesforum für Führungskräfte (seit vielen Jahren im Herbst auf Schloß Zeillern).
Im Rahmen der Woodbadge-Kurse kann analog zu den Jugendverbänden die Stufe „Gilde-Woodbadge Trägerin“ bzw. „Gilde-Woodbadge Träger“ (GWT) (früher: „Diplom-Gildemeister“ oder „Diplom-Gildefunktionär“) erreicht werden; siehe auch Leiterausbildung in Gilwell-Park.

## Mitglieder

### Beitritt
Getreu dem Motto Lord Robert Baden-Powells: „Einmal Pfadfinder - immer Pfadfinder!“ können in die Gilden Pfadfinder eintreten, die die Altersgrenze der Jugendverbände überschritten haben (üblicherweise 20 Jahre), ehemalige, aber auch aktive Jugendleiter, sowie alle Erwachsenen, die zwar keine Pfadfinder waren, jedoch die Ziele bejahen und die Erziehungsarbeit der Jugendgruppen unterstützen wollen.
Die Mitglieder können ein blaues Halstuch mit dem PGÖ-Verbandsabzeichen tragen.

### Mitgliedszahlen
Die PGÖ hat insgesamt 3442 Mitglieder, davon sind 1945 männlich (56,5 %) und 1497 (43,5 %) weiblich. Es gibt 755 Ehepaare (44 %) und 1932 (56 %) Einzelpersonen (alle Zahlen Stand von 2022).
Die PGÖ ist damit innerhalb der ISGF der drittstärkste Gildeverband weltweit nach Italien und Belgien und knapp vor Dänemark (Stand von 2019).

### Gesetz, Versprechen, Wahlspruch
Gesetz:
Wir sind eine Weltgemeinschaft von Erwachsenen, welche eine Lebensform bejahen, die in den Grundwerten des Pfadfindertums ihre Basis hat. Wir wollen unsere Begabungen und Fähigkeiten entwickeln, nützen und in den Dienst der Gemeinschaft stellen; im Sinne des Glaubens den Weg zu Gott suchen; Toleranz üben, den Mitmenschen achten, verstehen und ihm zu helfen versuchen; die Freiheit des Einzelnen und der Gemeinschaft achten, solange nicht Freiheit und Rechte anderer geschmälert werden; unser Bekenntnis zur österreichischen Heimat und unser demokratisches Verständnis stärker verwirklichen; nicht nur Anteil nehmen an Kultur, sondern sie auch fördern und mitgestalten; alle Bereiche der Natur schützen und wahren und Zerstörung der Umwelt verhindern helfen; die Pfadfinderbewegung nach besten Kräften fördern.
Versprechen:
Wir versprechen im Geiste des weltumspannenden und völkerverbindenden Pfadfindertums, uns jederzeit für die Erfüllung dieser Gesetze einzusetzen.
Wahlspruch:
Ich erfülle!

## Aktion 100
Aktion 100 ist ein von allen Gilden dotierter Katastrophenfonds des Verbandes Pfadfinder-Gilde Österreich für Unterstützung in finanziellen Notfällen. Der Name leitet sich von der Anfangsidee im Jahr 1988 ab, dass als Startkapital alle Gildenmitglieder öS 100,- als Startkapital spenden mögen. Die Hilfe ist vorgesehen für Menschen, die unverschuldet in eine Notlage geraten sind, egal ob Gildemitglieder, Pfadfinder oder andere Personen. Seit Beginn der Aktion 100 konnten an 55 Betroffene € 84.150,– als Unterstützung ausgezahlt werden (Stand von 2021).

## Weitere Aktionen
- Soziales Engagement im In- und Ausland:
  - Rumänienhilfe durch Sachspenden und Arbeitseinsätze (z. B. Bau des Jugendheimes „Haus der Hoffnung“ für Waisenmädchen in Bistrița, Ausbau des Behinderten-Kinderdorfes in Colțești[7])
  - Zeltdorf für Flüchtlinge bei Jastrebarsko (Kroatien)
  - Patenschaften für Waisenkinder (SOS-Kinderdörfer, sowie in Indien, Nepal, Vietnam, Ecuador, Bolivien, Brasilien)
- Kultur: gemeinsamer Besuch kultureller Veranstaltungen, Theatergruppen, Tanz- und Musikvorführungen, lokale Brauchtumspflege
- Sport und Geselligkeit: Fitness-Veranstaltungen, Wanderungen, sportliche Wettbewerbe, gesellschaftliche Aktivitäten (auch mit anderen Gilden)
- Unterstützung der Pfadfinderjugend: finanzielle Hilfe bei Materialkäufen, personelle Mitarbeit bei Wettkämpfen der lokalen Gruppen, Lager-Logistik (speziell bei nationalen und internationalen Großlagern)
- Family-Scouting: überregionale Aktivitäts-Programme für junge Familien mit Kindern
- Pfadfindermuseum und Institut für Pfadfindergeschichte: Ausstellungen, Abzeichen-, Halstuch- und sonstige Insigniensammlungen, Großarchiv mit Publikationen, Fotos, Korrespondenzen, historischen Unterlagen, Teilnahme an der jährlichen Langen Nacht der Museen
- Twinning: Partnerschaft mit Gilden in anderen Ländern, Erfahrungsaustausch, aktive Hilfe
- Aktion Friedenslicht: finanzielle und personelle Unterstützung der Pfadfinderjugend bei der weihnachtlichen Friedenslicht-Stafette von Bethlehem in möglichst viele Länder

## Europäisches Forum der Gilde-Pfadfinder in Großarl
1969 fand in Großarl (Salzburg) ein Gilde-Regionaltreffen der Alpenländer mit 94 Teilnehmern aus fünf Ländern statt. Daraus entwickelte sich das Europäische Forum der Gilde-Pfadfinder. Jährlich treffen sich seither 300 bis 500 Gildepfadfinder aus mehr als 15 Ländern für eine Woche der gemeinsamen Aktivitäten. Gastreferenten waren bisher u. a. Otto von Habsburg, der Raumfahrer Franz Viehböck, der österreichische Nationalbankpräsident Stephan Koren, der deutsche Europaratsabgeordnete Günther Müller, der Computerpionier Heinz Zemanek, der Intendant der Salzburger Festspiele Gerard Mortier und auch der ehemalige EU-Kommissar für Landwirtschaft Franz Fischler. Das 10. und 20. Jubiläums-Forum wurde vom jeweils amtierenden österreichischen Bundespräsidenten eröffnet. Neben einigen sozialen Aktionen im Inland wurde 1999 mit Spenden von Gilde-Pfadfindern aus ganz Europa ein Brunnen in Äthiopien im Rahmen von Menschen für Menschen gebaut.
In Großarl stehen vier Denkmäler der Gilde-Pfadfinder:
1. der Europatisch (1979), geschaffen vom deutschen Bildhauer Erich Sauer
2. die Bronzebüste von Lord Baden-Powell neben dem Europatisch, geschaffen von der Salzburger Bildhauerin Hilde Heger (1899–1998)
3. der Himmelsknoten (1984, erneuert 2000 vom Großarler Holzbildhauer Albin Kreuzer)
4. die Pfadfinder-Grußhand (1998), geschaffen nach einem Entwurf von Kaj Rugholm aus Dänemark[8]

## Publikationen
- Der Gildenweg. Informations-Magazin der Pfadfinder-Gilde Österreichs. Medieninhaber Pfadfinder-Gilde Österreichs, Wien, erscheint viermal jährlich.
- Alfred Partsch/Werner Weilguny: Gilde-Aktiv. Leitfaden der Pfadfinder-Gilde Österreichs. Eigenverlag Pfadfinder-Gilde Österreichs, Wien 2009.
- Alfred Partsch: Die ersten 50 Jahre – Geschichte der Pfadfinder-Gilden in Österreich 1951-2001. Eigenverlag Pfadfinder-Gilde Österreichs, Wien 2001.
- Kurt Pribich: Logbuch der Pfadfinderverbände in Österreich. 2. Auflage, Eigenverlag Pfadfinder-Gilde Österreichs, Wien 2004